# II liga polska w piłce siatkowej mężczyzn (2018/2019)
II liga polska w piłce siatkowej mężczyzn 2018/2019 – 29. edycja ligowych rozgrywek siatkarskich trzeciego szczebla, organizowanych przez Polski Związek Piłki Siatkowej pod nazwą II liga.

## System rozgrywek
1. Etap I (dwurundowa faza zasadnicza) – przeprowadzona została w formule ligowej, systemem kołowym (tj. "każdy z każdym – mecz i rewanż"),
2. Etap II (play-off / play-out) – 8 najlepszych zespołów w każdej grupie walczyło systemem play-off o dwa miejsca premiowane awansem do turniejów półfinałowych. W niektórych grupach rozgrywało się rundę play-out z udziałem 2 najsłabszych drużyn. 1 rundę play-off rozgrywano systemem mecz i rewanż. Pierwszy mecz rozgrywano u drużyny niżej rozstawionej. W przypadku remisu po dwóch spotkaniach trzeci mecz rozgrywało się u drużyny wyżej rozstawionej. Zespoły grały ze sobą według klucza: w 1 rundzie play-off 1 - 8, 2 - 7, 3 - 6, 4 - 5. W ćwierćfinale zwycięzca 1 pary 1 rundy grał ze zwycięzcą 4 pary, a zwycięzca 2 pary ze zwycięzcą 3 pary. Ćwierćfinały rozgrywano do 3 zwycięstw, a gospodarzem pierwszego terminu (terminy oprócz ewentualnego piątego spotkania były dwudniowe - dwumeczowe) była drużyna wyżej sklasyfikowana w tabeli. W grupach gdzie rozegrano rundę play-out 9 zespół w tabeli grał z 10 (w zależności od grupy rozgrywano ją systemem mecz i rewanż lub systemem do 3 zwycięstw). Zwycięzcy 2 rundy play-off (ćwierćfinału) awansowali do turniejów półfinałowych, a przegrani rundy play-out (bądź gdy jej nie rozgrywano w danej grupie najniżej sklasyfikowana drużyna po rundzie zasadniczej) spadli do III ligi.
3. Etap III (turnieje półfinałowe) – turnieje półfinałowe z udziałem 12 najlepszych drużyn podzielone zostały na 3 grupy; w pierwszej zmierzyły się zespoły z grup 1 i 2, w drugiej – 3 i 4, w trzeciej 5 i 6. Do turnieju finałowego awansowały po dwie najlepsze drużyny z każdej grupy.
4. Etap IV (turniej finałowy – dwie rundy) – 6 drużyn podzielonych na 2 grupy po 3 zespoły. Gra "każdy z każdym". 2 najlepsze z każdej grupy awansują do drugiej, ostatecznej fazy finałowej. Każdy z zespołów gra z obiema drużynami, której awansowały z przeciwnej grupy pierwszej fazy finałowej (6 zespołowej). Tworzy się zbiorcza 4 zespołowa tabela (odejmując punkty zdobyte za mecz z drużyną, która odpadła w I etapie finału). Najlepsze dwie drużyny z ostatecznej tabeli awansują do I ligi.

## Drużyny uczestniczące

### Grupa 1
| | Uczestnicy poprzedniej edycji        |    |
| --- | ------------------------------------ | -- |
| STO | GKS Stoczniowiec Gdańsk              | 1  |
| MIĘ | GBS Bank KS Orzeł Międzyrzecz        | 1  |
| LĘB | Trefl Lębork                         | 3  |
| GRU | KS Stal Grudziądz                    | 4  |
| NKŁ | Womix NTS Trójka Nakło               | 5  |
| POL | SMS Police                           | 6  |
| KOŁ | UKS OPP Powiat Kołobrzeski Kołobrzeg | 7  |
| ZG | KU AZS UZ Zielona Góra               | 10 |
| | Awans z III ligi                     |    |
| CZA | MKS Noteć Czarnków                   |    |
| Oznaczenia: - kolumna pierwsza – skróty nazw drużyn wpisane na mapie (jeśli ta została zamieszczona), - kolumna trzecia – miejsce zajęte przez daną drużynę w poprzednim sezonie. |                                      |    |

### Grupa 2
| | Uczestnicy poprzedniej edycji        |    |
| --- | ------------------------------------ | -- |
| BAS | BAS Białystok                        | 1  |
| AUG | UKS Centrum Augustów                 | 3  |
| LEG | Legia Warszawa                       | 4  |
| OLS | AZS UWM Olsztyn II                   | 5  |
| WOL | UMKS MOS Wola Warszawa               | 6  |
| MET | KS Metro Warszawa                    | 7  |
| WOŁ | MUKS Huragan Wołomin                 | 8  |
| MIE | KS MOSiR Huragan Międzyrzec Podlaski | 9  |
| UWW | Czołg AZS UW Warszawa                | 10 |
| Oznaczenia: - kolumna pierwsza – skróty nazw drużyn wpisane na mapie (jeśli ta została zamieszczona), - kolumna trzecia – miejsce zajęte przez daną drużynę w poprzednim sezonie. |                                      |    |

### Grupa 3
| | Uczestnicy poprzedniej edycji  |   |
| --- | ------------------------------ | - |
| SPA | SMS PZPS Spała II              | 2 |
| WIL | LUKS Wilki Wilczyn             | 2 |
| BOR | Wkręt-met LKPS Borowno         | 3 |
| SPC | SPS Konspol Słupca             | 4 |
| RZĄ | LKS Czarni Wirex Rząśnia       | 5 |
| BEŁ | Skra Bełchatów II              | 6 |
| OZO | MKS Bzura Ozorków              | 8 |
| | Awans z III ligi               |   |
| SIE | Tubądzin Volley MOSiR Sieradz  |   |
| CZĘS | Eco-Team AZS IV LO Częstochowa |   |
| ROZ | LUMKS Kasztelan Rozprza        |   |
| Oznaczenia: - kolumna pierwsza – skróty nazw drużyn wpisane na mapie (jeśli ta została zamieszczona), - kolumna trzecia – miejsce zajęte przez daną drużynę w poprzednim sezonie. |                                |   |

### Grupa 4
| | Uczestnicy poprzedniej edycji |    |
| --- | ----------------------------- | -- |
| GŁO | SPS Chrobry Głogów            | 2  |
| NS | MKST Astra Nowa Sól           | 4  |
| ŻAG | WKS Sobieski ARENA Żagań      | 5  |
| BIE | KS Bielawianka Bester Bielawa | 6  |
| OŁA | MKS Olavia Oława              | 7  |
| BOL | BTS Elektros Bolesławiec      | 8  |
| GŁU | Juve WAKMET Głuchołazy        | 9  |
| | Spadek z Krispol 1. Ligi      |    |
| WAŁ | Aqua Zdrój Wałbrzych          | 11 |
| | Awans z III ligi              |    |
| MIL | MUKS Ziemia Milicka Milicz    |    |
| LEG | MKS Ikar Legnica              |    |
| Oznaczenia: - kolumna pierwsza – skróty nazw drużyn wpisane na mapie (jeśli ta została zamieszczona), - kolumna trzecia – miejsce zajęte przez daną drużynę w poprzednim sezonie. |                               |    |

### Grupa 5
| | Uczestnicy poprzedniej edycji                  |    |
| --- | ---------------------------------------------- | -- |
| RYB | TS Volley Rybnik                               | 1  |
| STO | ZAKSA Strzelce Opolskie                        | 2  |
| AND | MKS Andrychów                                  | 4  |
| TYC | TKS Auto Partner Tychy                         | 5  |
| KĘT | UMKS Kęczanin Kęty                             | 6  |
| BIE | BBTS Bielsko-Biała II                          | 7  |
| OPO | AZS Politechnika Opolska Cementownia Odra S.A. | 9  |
| BĘD | MKS Będzin II                                  | 10 |
| JAS | AT Jastrzębski Węgiel                          | 11 |
| | Spadek z Krispol 1. Ligi                       |    |
| SMS | SMS PZPS Spała                                 | 12 |
| Oznaczenia: - kolumna pierwsza – skróty nazw drużyn wpisane na mapie (jeśli ta została zamieszczona), - kolumna trzecia – miejsce zajęte przez daną drużynę w poprzednim sezonie. |                                                |    |

### Grupa 6
| | Uczestnicy poprzedniej edycji      |   |
| --- | ---------------------------------- | - |
| KRO | Karpaty PWSZ Krosno Glass          | 1 |
| ŚWI | Avia Świdnik                       | 2 |
| LUB | LUK Politechnika Lublin            | 3 |
| NIE | Neobus Raf-Mar Sołek Cars Niebylec | 4 |
| ROP | Błękitni Ropczyce                  | 5 |
| KOZ | KKS Kozienice                      | 6 |
| RZE | AKS V LO Rzeszów                   | 9 |
| | Awans z III ligi                   |   |
| SĘD | PZL Sędziszów Małopolski           |   |
| Oznaczenia: - kolumna pierwsza – skróty nazw drużyn wpisane na mapie (jeśli ta została zamieszczona), - kolumna trzecia – miejsce zajęte przez daną drużynę w poprzednim sezonie. |                                    |   |

## Grupa 1
| Lp. | Drużyna                       | Adnotacja                                  |
| --- | ----------------------------- | ------------------------------------------ |
| 1   | GBS Bank KS Orzeł Międzyrzecz |                                            |
| 2   | Trefl Lębork                  |                                            |
| 3   | GKS Stoczniowiec Gdańsk       |                                            |
| 4   | KU AZS UZ Zielona Góra        |                                            |
| 5   | MKS Noteć Czarnków            |                                            |
| 6   | UKS OPP Powiat Kołobrzeski    | wycofanie się z ligi po zakończeniu sezonu |
| 7   | KS Stal Grudziądz             |                                            |
| 8   | Womix NTS Trójka Nakło        |                                            |
| 9   | SMS Police                    |                                            |

     awans do turnieju półfinałowego
     spadek do III ligi

## Grupa 2
| Lp. | Drużyna                              | Adnotacja                                  |
| --- | ------------------------------------ | ------------------------------------------ |
| 1   | BAS Białystok                        |                                            |
| 2   | Legia Warszawa                       |                                            |
| 3   | KS Metro Warszawa                    |                                            |
| 4   | KS AZS UWM Olsztyn II                |                                            |
| 5   | UMKS MOS Wola Warszawa               |                                            |
| 6   | KS MOSiR Huragan Międzyrzec Podlaski |                                            |
| 7   | UKS Centrum Augustów                 |                                            |
| 8   | MUKS Huragan Wołomin                 | wycofanie się z ligi po zakończeniu sezonu |
| 9   | Czołg AZS UW Warszawa                |                                            |

     awans do turnieju półfinałowego
     spadek do III ligi

## Grupa 3
| Lp. | Drużyna                        | Adnotacja                                  |
| --- | ------------------------------ | ------------------------------------------ |
| 1   | Tubądzin Volley MOSiR Sieradz  |                                            |
| 2   | LKS Czarni Rząśnia             |                                            |
| 3   | MKS Bzura Ozorków              |                                            |
| 4   | LUKS Wilki Wilczyn             |                                            |
| 5   | SMS PZPS Spała II              |                                            |
| 6   | SPS Konspol Słupca             |                                            |
| 7   | Wkręt-met LKPS Borowno         | wycofanie się z ligi po zakończeniu sezonu |
| 8   | Eco-Team AZS IV LO Częstochowa |                                            |
| 9   | LUMKS Kasztelan Rozprza        |                                            |
| 10  | PGE Skra Bełchatów II          |                                            |

     awans do turnieju półfinałowego
     spadek do III ligi

## Grupa 4
| Lp. | Drużyna                       | Adnotacja                                  |
| --- | ----------------------------- | ------------------------------------------ |
| 1   | MKS Aqua-Zdrój Wałbrzych      |                                            |
| 2   | SPS Chrobry Głogów            |                                            |
| 3   | MKST Astra Nowa Sól           |                                            |
| 4   | WKS Sobieski Arena Żagań      |                                            |
| 5   | MUKS Ziemia Milicka Milicz    |                                            |
| 6   | MKS Olavia Oława              |                                            |
| 7   | KS Bielawianka-Bester Bielawa |                                            |
| 8   | Juve Wakmet Głuchołazy        | wycofanie się z ligi po zakończeniu sezonu |
| 9   | MKS Ikar Legnica              |                                            |
| 10  | BTS Elektros Bolesławiec      |                                            |

     awans do turnieju półfinałowego
     spadek do III ligi

## Grupa 5
| Lp. | Drużyna                                       | Adnotacja                                        |
| --- | --------------------------------------------- | ------------------------------------------------ |
| 1   | MKS Andrychów                                 |                                                  |
| 2   | ZAKSA Strzelce Opolskie                       |                                                  |
| 3   | UMKS Kęczanin Kęty                            |                                                  |
| 4   | TKS Auto Partner Tychy                        |                                                  |
| 5   | AT Jastrzębski Węgiel                         |                                                  |
| 6   | TS Volley Rybnik                              |                                                  |
| 7   | SMS PZPS Spała                                |                                                  |
| 8   | AZS Politechnika Opolska Cementowania Odra SA |                                                  |
| 9   | BBTS Bielsko Biała II                         |                                                  |
| 10  | Wie-Druk MKS Będzin II                        | brak spadku pomimo przegranej w rundzie play-out |

     awans do turnieju półfinałowego

## Grupa 6
| Lp. | Drużyna                            |
| --- | ---------------------------------- |
| 1   | MKS Avia Świdnik                   |
| 2   | LUK Politechnika Lublin            |
| 3   | Neobus RAF-MAR Sołek Cars Niebylec |
| 4   | Karpaty PWSZ Krosno Glass          |
| 5   | KKS Kozienice                      |
| 6   | Błękitni Ropczyce                  |
| 7   | PZL Sędziszów Małopolski           |
| 8   | AKS V LO Rzeszów                   |

     awans do turnieju półfinałowego
     spadek do III ligi

## Turnieje półfinałowe

### Wałbrzych
Tabela
| Lp. | Drużyna                       | Pkt | Mecze | Mecze | Mecze | Rodzaj wyniku | Rodzaj wyniku | Rodzaj wyniku | Rodzaj wyniku | Rodzaj wyniku | Rodzaj wyniku | Sety | Sety | Sety  | Małe punkty | Małe punkty | Małe punkty |
| Lp. | Drużyna                       | Pkt | M     | W     | P     | 3:0           | 3:1           | 3:2           | 2:3           | 1:3           | 0:3           | wyg. | prz. | stos. | zdob.       | str.        | stos.       |
| --- | ----------------------------- | --- | ----- | ----- | ----- | ------------- | ------------- | ------------- | ------------- | ------------- | ------------- | ---- | ---- | ----- | ----------- | ----------- | ----------- |
| 1   | Trefl Lębork                  | 5   | 3     | 2     | 1     | 2             | 0             | 0             | 1             | 0             | 0             | 8    | 3    | 2.67  | 259         | 226         | 1.15        |
| 2   | SPS Chrobry Głogów            | 5   | 3     | 2     | 1     | 2             | 0             | 0             | 0             | 0             | 1             | 6    | 3    | 2     | 219         | 209         | 1.05        |
| 3   | MKS Aqua-Zdrój Wałbrzych      | 5   | 3     | 2     | 1     | 1             | 0             | 1             | 0             | 0             | 1             | 6    | 5    | 1.2   | 254         | 245         | 1.04        |
| 4   | GBS Bank KS Orzeł Międzyrzecz | 3   | 3     | 0     | 3     | 0             | 0             | 0             | 0             | 0             | 3             | 0    | 9    | 0     | 174         | 226         | 0.77        |

Źródło: https://siatka.org/wyniki/ligi-polskie1sezon-201820191ii-liga-m-sezon-201820191turnieje-polfinalowe-ii-liga-m-sezon-201820191/wynik-tab/walbrzych/
Punktacja: zwycięstwo – 2 pkt., porażka – 1 pkt.
Zasady ustalania kolejności: 1. liczba punktów; 2. liczba zwycięstw; 3. stosunek setów; 4. stosunek małych punktów; 5. bilans w bezpośrednich meczach
     awans do turnieju finałowego
Terminarz i wyniki
| Data       | Drużyna 1                     | Wynik | Drużyna 2                     | Sety                              |
| ---------- | ----------------------------- | ----- | ----------------------------- | --------------------------------- |
| 05.04.2019 | MKS Aqua‐Zdrój Wałbrzych      | 3:2   | Trefl Lębork                  | 17:25, 25:19, 25:23, 28:30, 15:12 |
| 05.04.2019 | SPS Chrobry Głogów            | 3:0   | GBS Bank KS Orzeł Międzyrzecz | 26:24, 25:21, 25:20               |
|            |                               |       |                               |                                   |
| 06.04.2019 | Trefl Lębork                  | 3:0   | GBS Bank KS Orzeł Międzyrzecz | 25:22, 25:16, 25:14               |
| 06.04.2019 | MKS Aqua‐Zdrój Wałbrzych      | 0:3   | SPS Chrobry Głogów            | 20:25, 22:25, 27:29               |
|            |                               |       |                               |                                   |
| 07.04.2019 | SPS Chrobry Głogów            | 0:3   | Trefl Lębork                  | 21:25, 23:25, 20:25               |
| 07.04.2019 | GBS Bank KS Orzeł Międzyrzecz | 0:3   | MKS Aqua‐Zdrój Wałbrzych      | 21:25, 17:25, 19:25               |

### Białystok
Tabela
| Lp. | Drużyna                       | Pkt | Mecze | Mecze | Mecze | Rodzaj wyniku | Rodzaj wyniku | Rodzaj wyniku | Rodzaj wyniku | Rodzaj wyniku | Rodzaj wyniku | Sety | Sety | Sety  | Małe punkty | Małe punkty | Małe punkty |
| Lp. | Drużyna                       | Pkt | M     | W     | P     | 3:0           | 3:1           | 3:2           | 2:3           | 1:3           | 0:3           | wyg. | prz. | stos. | zdob.       | str.        | stos.       |
| --- | ----------------------------- | --- | ----- | ----- | ----- | ------------- | ------------- | ------------- | ------------- | ------------- | ------------- | ---- | ---- | ----- | ----------- | ----------- | ----------- |
| 1   | BAS Białystok                 | 6   | 3     | 3     | 0     | 0             | 3             | 0             | 0             | 0             | 0             | 9    | 3    | 3     | 294         | 235         | 1.25        |
| 2   | Legia Warszawa                | 5   | 3     | 2     | 1     | 1             | 0             | 1             | 0             | 1             | 0             | 7    | 5    | 1.4   | 254         | 272         | 0.93        |
| 3   | LKS Czarni Rząśnia            | 4   | 3     | 1     | 2     | 0             | 0             | 1             | 1             | 1             | 0             | 6    | 8    | 0.75  | 296         | 307         | 0.96        |
| 4   | Tubądzin Volley MOSiR Sieradz | 3   | 3     | 0     | 3     | 0             | 0             | 0             | 1             | 1             | 1             | 3    | 9    | 0.33  | 251         | 281         | 0.89        |

Źródło: https://siatka.org/wyniki/ligi-polskie1sezon-201820191ii-liga-m-sezon-201820191turnieje-polfinalowe-ii-liga-m-sezon-201820191/wynik-tab/bialystok-24/
Punktacja: zwycięstwo – 2 pkt., porażka – 1 pkt.
Zasady ustalania kolejności: 1. liczba punktów; 2. liczba zwycięstw; 3. stosunek setów; 4. stosunek małych punktów; 5. bilans w bezpośrednich meczach
     awans do turnieju finałowego
Terminarz i wyniki
| Data       | Drużyna 1                     | Wynik | Drużyna 2                     | Sety                              |
| ---------- | ----------------------------- | ----- | ----------------------------- | --------------------------------- |
| 05.04.2019 | BAS Białystok                 | 3:1   | LKS Czarni Rząśnia            | 25:19, 25:15, 23:25, 25:16        |
| 05.04.2019 | Legia Warszawa                | 3:0   | Tubądzin Volley MOSiR Sieradz | 26:24, 25:19, 25:17               |
|            |                               |       |                               |                                   |
| 06.04.2019 | LKS Czarni Rząśnia            | 3:2   | Tubądzin Volley MOSiR Sieradz | 22:25, 20:25, 25:20, 25:21, 15:13 |
| 06.04.2019 | BAS Białystok                 | 3:1   | Legia Warszawa                | 23:25, 25:18, 25:12, 25:18        |
|            |                               |       |                               |                                   |
| 07.04.2019 | Legia Warszawa                | 3:2   | LKS Czarni Rząśnia            | 26:24, 13:25, 32:30, 19:25, 25:10 |
| 07.04.2019 | Tubądzin Volley MOSiR Sieradz | 1:3   | BAS Białystok                 | 21:25, 23:25, 25:23, 18:25        |

### Świdnik
Tabela
| Lp. | Drużyna                 | Pkt | Mecze | Mecze | Mecze | Rodzaj wyniku | Rodzaj wyniku | Rodzaj wyniku | Rodzaj wyniku | Rodzaj wyniku | Rodzaj wyniku | Sety | Sety | Sety  | Małe punkty | Małe punkty | Małe punkty |
| Lp. | Drużyna                 | Pkt | M     | W     | P     | 3:0           | 3:1           | 3:2           | 2:3           | 1:3           | 0:3           | wyg. | prz. | stos. | zdob.       | str.        | stos.       |
| --- | ----------------------- | --- | ----- | ----- | ----- | ------------- | ------------- | ------------- | ------------- | ------------- | ------------- | ---- | ---- | ----- | ----------- | ----------- | ----------- |
| 1   | LUK Politechnika Lublin | 5   | 3     | 2     | 1     | 0             | 2             | 0             | 0             | 1             | 0             | 7    | 5    | 1.4   | 275         | 260         | 1.06        |
| 2   | ZAKSA Strzelce Opolskie | 5   | 3     | 2     | 1     | 0             | 2             | 0             | 0             | 0             | 1             | 6    | 5    | 1.2   | 257         | 245         | 1.05        |
| 3   | Avia Świdnik            | 4   | 3     | 1     | 2     | 1             | 0             | 0             | 1             | 1             | 0             | 6    | 6    | 1     | 260         | 261         | 1           |
| 4   | MKS Andrychów           | 4   | 3     | 1     | 2     | 0             | 0             | 1             | 0             | 2             | 0             | 5    | 8    | 0.63  | 264         | 290         | 0.91        |

Źródło: https://siatka.org/wyniki/ligi-polskie1sezon-201820191ii-liga-m-sezon-201820191turnieje-polfinalowe-ii-liga-m-sezon-201820191/wynik-tab/swidnik-6/
Punktacja: zwycięstwo – 2 pkt., porażka – 1 pkt.
Zasady ustalania kolejności: 1. liczba punktów; 2. liczba zwycięstw; 3. stosunek setów; 4. stosunek małych punktów; 5. bilans w bezpośrednich meczach
     awans do turnieju finałowego
Terminarz i wyniki
| Data       | Drużyna 1               | Wynik | Drużyna 2               | Sety                              |
| ---------- | ----------------------- | ----- | ----------------------- | --------------------------------- |
| 05.04.2019 | Avia Świdnik            | 3:0   | ZAKSA Strzelce Opolskie | 25:22, 30:28, 25:12               |
| 05.04.2019 | LUK Politechnika Lublin | 3:1   | MKS Andrychów           | 25:19, 20:25, 25:13, 25:23        |
|            |                         |       |                         |                                   |
| 06.04.2019 | ZAKSA Strzelce Opolskie | 3:1   | MKS Andrychów           | 25:17, 25:18, 21:25, 25:23        |
| 06.04.2019 | Avia Świdnik            | 1:3   | LUK Politechnika Lublin | 21:25, 25:23, 19:25, 16:25        |
|            |                         |       |                         |                                   |
| 07.04.2019 | LUK Politechnika Lublin | 1:3   | ZAKSA Strzelce Opolskie | 18:25, 26:24, 20:25, 18:25        |
| 07.04.2019 | MKS Andrychów           | 3:2   | Avia Świdnik            | 19:25, 17:25, 25:14, 25:23, 15:12 |

## Turniej finałowy (Strzelce Opolskie)

### I faza

#### Grupa A
Tabela
| Lp. | Drużyna                 | Pkt | Mecze | Mecze | Mecze | Rodzaj wyniku | Rodzaj wyniku | Rodzaj wyniku | Rodzaj wyniku | Rodzaj wyniku | Rodzaj wyniku | Sety | Sety | Sety  |
| Lp. | Drużyna                 | Pkt | M     | W     | P     | 3:0           | 3:1           | 3:2           | 2:3           | 1:3           | 0:3           | wyg. | prz. | stos. |
| --- | ----------------------- | --- | ----- | ----- | ----- | ------------- | ------------- | ------------- | ------------- | ------------- | ------------- | ---- | ---- | ----- |
| 1   | LUK Politechnika Lublin | 4   | 2     | 2     | 0     | 0             | 1             | 1             | 0             | 0             | 0             | 6    | 3    | 2     |
| 2   | Legia Warszawa          | 3   | 2     | 1     | 1     | 0             | 1             | 0             | 0             | 1             | 0             | 4    | 4    | 1     |
| 3   | BAS Białystok           | 2   | 2     | 0     | 2     | 0             | 0             | 0             | 1             | 1             | 0             | 3    | 6    | 0.5   |

Źródło: https://siatka.org/wyniki/ligi-polskie1sezon-201820191ii-liga-m-sezon-201820191turniej-finalowy-ii-liga-m-sezon-201820191/wynik-tab/strzelce-opolskie/
Punktacja: zwycięstwo – 2 pkt., porażka – 1 pkt.
Zasady ustalania kolejności: 1. liczba punktów; 2. liczba zwycięstw; 3. stosunek setów; 4. stosunek małych punktów; 5. bilans w bezpośrednich meczach
     awans do II fazy turnieju finałowego
Terminarz i wyniki
| Data       | Drużyna 1               | Wynik | Drużyna 2               | Sety                              |
| ---------- | ----------------------- | ----- | ----------------------- | --------------------------------- |
| 24.04.2019 | Legia Warszawa          | 1:3   | LUK Politechnika Lublin | 20:25, 25:23, 17:25, 23:25        |
| 25.04.2019 | BAS Białystok           | 1:3   | Legia Warszawa          | 23:25, 25:22, 21:25, 22:25        |
| 26.04.2019 | LUK Politechnika Lublin | 3:2   | BAS Białystok           | 25:22, 25:14, 20:25, 21:25, 15:13 |

#### Grupa B
Tabela
| Lp. | Drużyna                 | Pkt | Mecze | Mecze | Mecze | Rodzaj wyniku | Rodzaj wyniku | Rodzaj wyniku | Rodzaj wyniku | Rodzaj wyniku | Rodzaj wyniku | Sety | Sety | Sety  |
| Lp. | Drużyna                 | Pkt | M     | W     | P     | 3:0           | 3:1           | 3:2           | 2:3           | 1:3           | 0:3           | wyg. | prz. | stos. |
| --- | ----------------------- | --- | ----- | ----- | ----- | ------------- | ------------- | ------------- | ------------- | ------------- | ------------- | ---- | ---- | ----- |
| 1   | ZAKSA Strzelce Opolskie | 4   | 2     | 2     | 0     | 1             | 1             | 0             | 0             | 0             | 0             | 6    | 1    | 6     |
| 2   | SPS Chrobry Głogów      | 3   | 2     | 1     | 1     | 0             | 0             | 1             | 0             | 1             | 0             | 4    | 5    | 0.8   |
| 3   | Trefl Lębork            | 2   | 2     | 0     | 2     | 0             | 0             | 0             | 1             | 0             | 1             | 2    | 6    | 0.33  |

Źródło: https://siatka.org/wyniki/ligi-polskie1sezon-201820191ii-liga-m-sezon-201820191turniej-finalowy-ii-liga-m-sezon-201820191/wynik-tab/strzelce-opolskie/
Punktacja: zwycięstwo – 2 pkt., porażka – 1 pkt.
Zasady ustalania kolejności: 1. liczba punktów; 2. liczba zwycięstw; 3. stosunek setów; 4. stosunek małych punktów; 5. bilans w bezpośrednich meczach
     awans do II fazy turnieju finałowego
Terminarz i wyniki
| Data       | Drużyna 1               | Wynik | Drużyna 2               | Sety                              |
| ---------- | ----------------------- | ----- | ----------------------- | --------------------------------- |
| 24.04.2019 | ZAKSA Strzelce Opolskie | 3:1   | SPS Chrobry Głogów      | 21:25, 25:18, 25:20, 25:21        |
| 25.04.2019 | SPS Chrobry Głogów      | 3:2   | Trefl Lębork            | 25:23, 22:25, 25:22, 22:25, 15:13 |
| 26.04.2019 | Trefl Lębork            | 0:3   | ZAKSA Strzelce Opolskie | 18:25, 25:27, 20:25               |

### II faza
Tabela (z zaliczeniem wyników z I fazy)
| Lp. | Drużyna                 | Pkt | Mecze | Mecze | Mecze | Rodzaj wyniku | Rodzaj wyniku | Rodzaj wyniku | Rodzaj wyniku | Rodzaj wyniku | Rodzaj wyniku | Sety | Sety | Sety  |
| Lp. | Drużyna                 | Pkt | M     | W     | P     | 3:0           | 3:1           | 3:2           | 2:3           | 1:3           | 0:3           | wyg. | prz. | stos. |
| --- | ----------------------- | --- | ----- | ----- | ----- | ------------- | ------------- | ------------- | ------------- | ------------- | ------------- | ---- | ---- | ----- |
| 1   | ZAKSA Strzelce Opolskie | 6   | 3     | 3     | 0     | 2             | 1             | 0             | 0             | 0             | 0             | 9    | 1    | 9     |
| 2   | LUK Politechnika Lublin | 5   | 3     | 2     | 1     | 0             | 2             | 0             | 0             | 0             | 1             | 6    | 5    | 1.2   |
| 3   | SPS Chrobry Głogów      | 4   | 3     | 1     | 2     | 1             | 0             | 0             | 0             | 2             | 0             | 5    | 6    | 0.83  |
| 4   | Legia Warszawa          | 3   | 3     | 0     | 3     | 0             | 0             | 0             | 0             | 1             | 2             | 1    | 9    | 0.11  |

Źródło: https://siatka.org/wyniki/ligi-polskie1sezon-201820191ii-liga-m-sezon-201820191turniej-finalowy-ii-liga-m-sezon-201820191/wynik-tab/strzelce-opolskie/
Punktacja: zwycięstwo – 2 pkt., porażka – 1 pkt.
Zasady ustalania kolejności: 1. liczba punktów; 2. liczba zwycięstw; 3. stosunek setów; 4. stosunek małych punktów; 5. bilans w bezpośrednich meczach
     awans do KRISPOL 1. Ligi
Terminarz i wyniki
| Data       | Drużyna 1               | Wynik | Drużyna 2               | Sety                       |
| ---------- | ----------------------- | ----- | ----------------------- | -------------------------- |
| 27.04.2019 | LUK Politechnika Lublin | 3:1   | SPS Chrobry Głogów      | 23:25, 25:16, 25:10, 25:23 |
| 27.04.2019 | ZAKSA Strzelce Opolskie | 3:0   | Legia Warszawa          | 25:14, 25:12, 25:20        |
|            |                         |       |                         |                            |
| 28.04.2019 | SPS Chrobry Głogów      | 3:0   | Legia Warszawa          | 25:21, 25:19, 25:16        |
| 28.04.2019 | LUK Politechnika Lublin | 0:3   | ZAKSA Strzelce Opolskie | 22:25, 31:33, 23:25        |